# Park Kolejowy na Jurze Krakowsko-Częstochowskiej
Park Kolejowy na Jurze Krakowsko-Częstochowskiej − polski kolejowy tematyczny park rozrywki założony w 2011 zlokalizowany w Ogrodzieńcu przy ul. Kościuszki.

## Trasy
Na park składają się dwie (połączone łącznicą) trasy kolei parkowej, obejmujące tunel, wiadukt i most, ułożone z szyn odlanych w Szwajcarii:
- trasa dłuższa o długości 450 metrów (okólna),
- trasa krótsza o długości 180 metrów (okólna)[2].

## Atrakcje pozakolejowe
Oprócz atrakcji kolejowych na terenie parku funkcjonują: rollercoaster, bungee, kino sferyczne, gokarty, duży basen z łódkami, plac zabaw, karuzela podestowa oraz dmuchańce.

## Tabor
Po trasach kolejowych kursują składy pasażerskie prowadzone lokomotywami sprowadzonymi ze Stanów Zjednoczonych i Nowej Zelandii:
- model GP-40 (PK-02) – lokomotywa spalinowa o rozstawie kół 184 mm, ciągnąca skład zbudowany z 2 wagonów mieszczących łącznie 14 osób,
- Maxitrak – napędzany elektrycznie model brytyjskiej lokomotywy manewrowej z lat 50. XX wieku,
- parowóz – model przegubowy 2-6-6-2T o rozstawie kół 184 mm, stworzony na wzór parowozu #50 Unitah Railway,
- militarna – elektryczny skład zbudowany na wzór pociągu wojskowego[4].